# Kavell Conner
Pour les articles homonymes, voir Conner.
(en) Statistiques sur pro-football-reference
Kavell Rashad Conner (né le 23 février 1987 à Richmond) est un joueur américain de football américain. Il joue actuellement avec les Tiger-Cats de Hamilton.

## Biographie
Conner fait ses études à l'université de Clemson, jouant avec les Tigers, équipe de football américain de l'établissement.
Kavell Conner est sélectionné au septième tour du draft de la NFL de 2010 par les Colts d'Indianapolis au 240e choix. Pour sa première saison en professionnel (rookie), il joue douze matchs dont neuf comme titulaire et fait un fumble, en récupère un et fait trente-et-un tacles.
Le 13 mai 2014, il signe avec les Chargers de San Diego.